# Mercedes-Benz M123

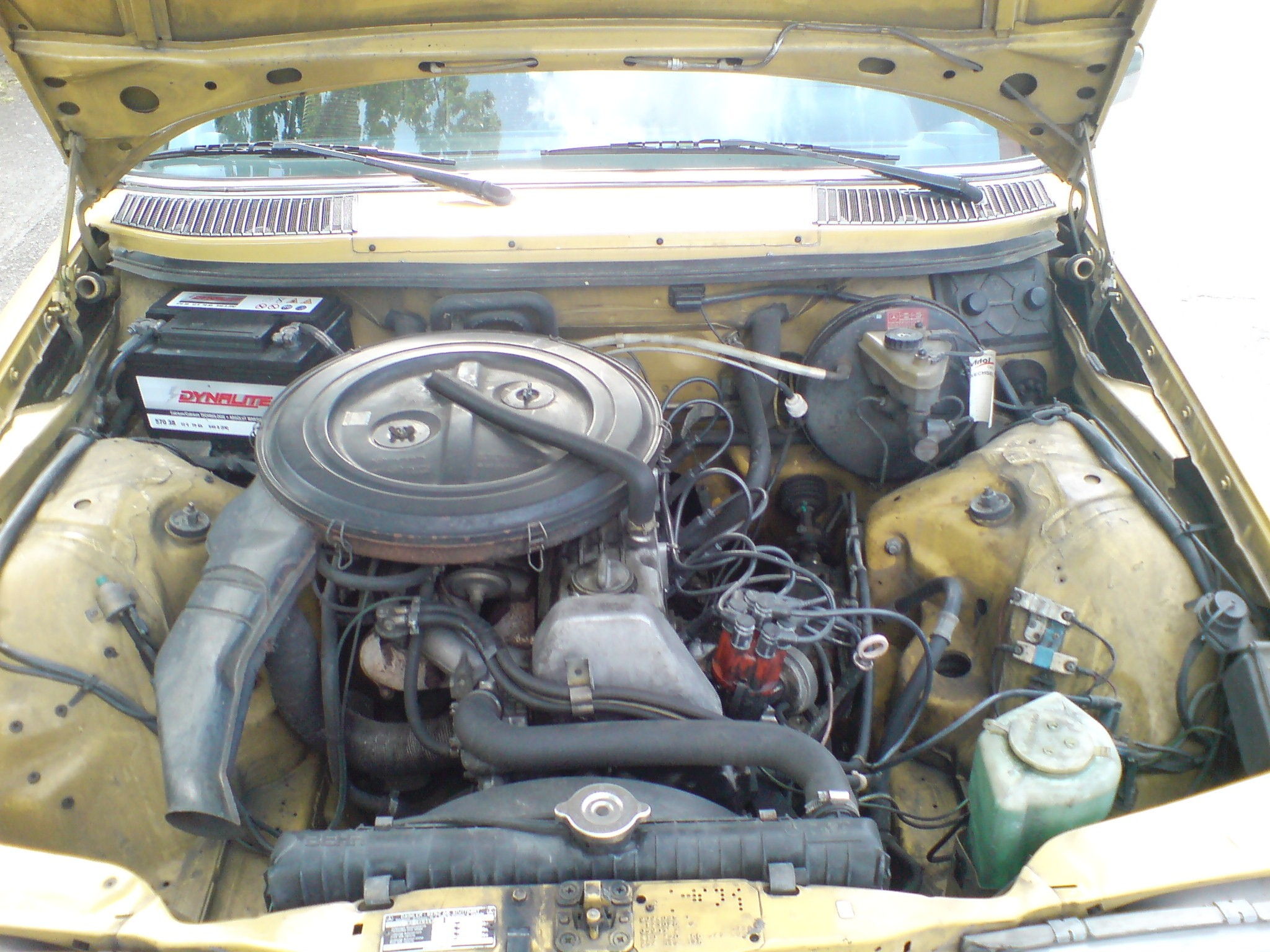
M123

La sigla Mercedes-Benz M123 (o Daimler-Benz M123) indica un motore a scoppio prodotto dal 1976 al 1985 dalla Casa tedesca Daimler-Benz per il suo marchio automobilistico Mercedes-Benz.

## Profilo e caratteristiche
Lanciato nel 1976, il motore M123 era un 2.5 litri che andava a sostituire non una bensì due unità motrici, vale a dire il 2.3 litri M180V23 ed il 2.8 litri M130.923, entrambi a carburatore, come peraltro il nuovo propulsore che si accingeva a sostituirli.

Ma il carburatore doppio corpo non fu il solo aspetto che accomunava il 2.5 M123 con i suoi due predecessori. Anche altre caratteristiche, tra cui il posizionamento delle pompe olio e benzina e del distributore di accensione, e del loro azionamento tramite albero dedicato, erano analoghe ai precedenti propulsori. Ma più numerose erano le differenze, tra cui il tipo di fusione e le intercapedini per il passaggio del liquido di raffreddamento, ora di dimensioni più ridotte.

In realtà il nuovo motore era maggiormente imparentato con il 2.8 
M110.923 a carburatore, del quale in pratica non era altro che una versione monoalbero ed a corsa corta. Rispetto al 2.8 M110, un'altra significativa differenza stava nel numero dei supporti di banco, non più sette ma solamente quattro.

Il motore M123 ha conosciuto tre fasi evolutive nel corso della sua carriera: nella prima fase, che andava dal 1976 al 1979, il rapporto di compressione fu fissato ad 8.7:1, mentre dal settembre 1979 in poi tale valore venne innalzato a 9:1, con conseguente aumento delle prestazioni. Nel 1981 vi fu un ulteriore innalzamento del rapporto di compressione, portato a 9.4:1, ma senza significative variazioni nelle prestazioni. Di seguito vengono mostrate le caratteristiche del motore M123.
- architettura a 6 cilindri in linea;
- alesaggio e corsa: 86x72.45 mm;
- cilindrata: 2525 cm³;
- distribuzione ad un asse a camme in testa;
- valvole: verticali in testa, due per cilindro;
- alimentazione: un carburatore doppio corpo Solex;
- rapporto di compressione: 8.7:1 (dal 1979, 9:1 e dal 1981, 9.4:1);
- albero a gomiti su 4 supporti di banco;
- potenza massima: 129 CV a 5500 giri/min (dal settembre 1979, 140 CV a 5500 giri/min);
- coppia massima: 196 Nm a 3500 giri/min (dal settembre 1979, 200 N·m a 3500 giri/min);
- applicazioni:
  - Mercedes-Benz 250 W123 (1976-85);
  - Mercedes-Benz 250 Lunga W123 (1977-85);
  - Mercedes-Benz 250T W123 (1978-82).

Nel gennaio del 1986 fu introdotta la piccola famiglia di motori M103, costituita da un 3 litri e da un 2.6 litri. Quest'ultimo andò a sostituire il 2.5 M123.